# Antoinette Amalia van Brunswijk-Wolfenbüttel

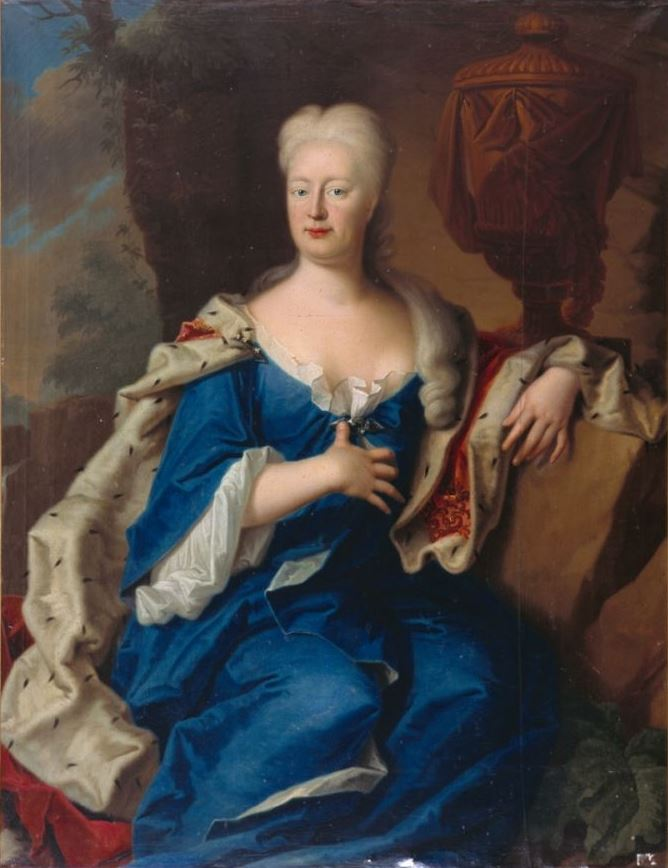
Antoinette Amalia van Brunswijk-Lüneburg.

Antoinette Amalia van Brunswijk-Wolfenbüttel (Wolfenbüttel, 22 april 1696 — Brunswijk, 6 maart 1762) was van 1712 tot 1735 hertogin-gemalin van Brunswijk-Bevern en voor enkele maanden in 1735 hertogin-gemalin van Brunswijk-Wolfenbüttel. Ze behoorde tot het Nieuwere Huis Brunswijk.

## Levensloop
Antoinette Amalia was de jongste dochter van hertog Lodewijk Rudolf van Brunswijk-Wolfenbüttel uit diens huwelijk met Christina Louise, dochter van vorst Albrecht Ernst I van Oettingen-Oettingen. Haar zussen Elisabeth en Charlotte waren gehuwd met respectievelijk keizer Karel VI van het Heilige Roomse Rijk en tsarevitsj Aleksej Petrovitsj van Rusland.
Op 15 oktober 1712 huwde ze in Brunswijk met hertog Ferdinand Albrecht II van Brunswijk-Wolfenbüttel (1680-1735). Het huwelijk was gelukkig en Antoinette Amalia werd de moeder van veertien kinderen, acht zonen en zes dochters, die ze in bescheiden omstandigheden opvoedde aan het hof van haar vader. Ze was bevriend met Sophia Dorothea van Hannover, de echtgenote van koning Frederik Willem I van Pruisen, en diens dochter Wilhelmina. In 1733 huwelijkte ze twee van haar kinderen uit aan leden van het Pruisische vorstenhuis. Haar dochter Elisabeth Christine werd de echtgenote van de toekomstige koning Frederik II van Pruisen en haar zoon Karel I huwde met prinses Philippina Charlotte van Pruisen.
In maart 1735 overleed haar vader, waarna Ferdinand Albrecht en Antoinette Amalia hertog en hertogin van Brunswijk-Wolfenbüttel werden. Dit was echter van korte duur, in november van dat jaar werd ze weduwe. Antoinette Amalia overleefde haar echtgenoot 27 jaar en huwelijkte de volgende jaren verschillende van haar kinderen uit.
Na de dood van haar echtgenoot resideerde ze in het Slot Antoinettenruh in Wolfenbüttel, dat haar vader Lodewijk Rudolf voor haar had laten inrichten als zomerresidentie (in 1832 afgebroken, op enkele bijgebouwen na). Toch overleed ze in maart 1762 in Brunswijk. In Slot Antoinettenruh had ze een grote privébibliotheek. 1313 werken uit deze bibliotheek werden aan de Herzog August Bibliothek geschonken.

## Huwelijk en nakomelingen
Antoinette Amalia en Frederik Albrecht hadden veertien kinderen:
- Karel I (1713-1780), hertog van Brunswijk-Wolfenbüttel
- Anton Ulrich (1714-1774), Russisch generaal
- Elisabeth Christine (1715-1797), huwde in 1733 met koning Frederik II van Pruisen
- Lodewijk Ernst (1718-1788), militair gouverneur van 's-Hertogenbosch en regent van de Republiek der Zeven Verenigde Nederlanden
- August (1719-1720)
- Frederika (1719-1772)
- Ferdinand (1721-1792), Pruisisch en Hannovers generaal-veldmaarschalk
- Louise Amalia (1722-1780), huwde in 1742 met prins August Willem van Pruisen
- Sofie Antoinette (1724-1802), huwde in 1749 met hertog Ernst Frederik van Saksen-Coburg-Saalfeld
- Albrecht (1725-1745), Pruisisch generaal-majoor
- Charlotte (1725-1766)
- Theresa (1728-1778), abdis van Gandersheim
- Juliana Maria (1729-1796), huwde in 1752 met koning Frederik V van Denemarken
- Frederik Willem (1731-1732)
- Frederik Frans (1732-1758), Pruisisch generaal-majoor

## Voorouders
| Voorouders van Antoinette Amalia van Brunswijk-Wolfenbüttel | Voorouders van Antoinette Amalia van Brunswijk-Wolfenbüttel                                                                        | Voorouders van Antoinette Amalia van Brunswijk-Wolfenbüttel                                                                        | Voorouders van Antoinette Amalia van Brunswijk-Wolfenbüttel                                                                        | Voorouders van Antoinette Amalia van Brunswijk-Wolfenbüttel                                                                        | Voorouders van Antoinette Amalia van Brunswijk-Wolfenbüttel                                                        | Voorouders van Antoinette Amalia van Brunswijk-Wolfenbüttel                                                        | Voorouders van Antoinette Amalia van Brunswijk-Wolfenbüttel                                                        | Voorouders van Antoinette Amalia van Brunswijk-Wolfenbüttel                                                        |
| ----------------------------------------------------------- | --- | --- | --- | --- | --- | --- | --- | --- |
| Overgrootouders                                             | August van Brunswijk-Wolfenbüttel (1579-1666) ∞ Sophia Dorothea van Anhalt-Zerbst (1607-1643)                                      | August van Brunswijk-Wolfenbüttel (1579-1666) ∞ Sophia Dorothea van Anhalt-Zerbst (1607-1643)                                      | Frederik van Sleeswijk-Holstein-Sønderborg-Nordborg (1581-1658) (2)∞ 1632 Eleonore von Anhalt-Zerbst (1608-1681)                   | Frederik van Sleeswijk-Holstein-Sønderborg-Nordborg (1581-1658) (2)∞ 1632 Eleonore von Anhalt-Zerbst (1608-1681)                   | Joachim-Ernest d'Oettingen-Oettingen (1612-1659) ∞ Anne-Dorothée de Hohenlohe-Neuenstein (1621-1643)               | Joachim-Ernest d'Oettingen-Oettingen (1612-1659) ∞ Anne-Dorothée de Hohenlohe-Neuenstein (1621-1643)               | Everhard III van Württemberg (1616-1674) ∞ Anna Catharina van Salm-Kyrburg (1614-1655)                             | Everhard III van Württemberg (1616-1674) ∞ Anna Catharina van Salm-Kyrburg (1614-1655)                             |
| Grootouders                                                 | Anton Ulrich van Brunswijk-Wolfenbüttel (1633-1714) ∞ 1656 Elisabeth Juliana van Sleesijk-Holstein-Sønderborg-Nordborg (1634-1704) | Anton Ulrich van Brunswijk-Wolfenbüttel (1633-1714) ∞ 1656 Elisabeth Juliana van Sleesijk-Holstein-Sønderborg-Nordborg (1634-1704) | Anton Ulrich van Brunswijk-Wolfenbüttel (1633-1714) ∞ 1656 Elisabeth Juliana van Sleesijk-Holstein-Sønderborg-Nordborg (1634-1704) | Anton Ulrich van Brunswijk-Wolfenbüttel (1633-1714) ∞ 1656 Elisabeth Juliana van Sleesijk-Holstein-Sønderborg-Nordborg (1634-1704) | Albert Ernest I Oettingen (1642-1683) ∞ Christine Friederike van Württemberg (1644-1674)                           | Albert Ernest I Oettingen (1642-1683) ∞ Christine Friederike van Württemberg (1644-1674)                           | Albert Ernest I Oettingen (1642-1683) ∞ Christine Friederike van Württemberg (1644-1674)                           | Albert Ernest I Oettingen (1642-1683) ∞ Christine Friederike van Württemberg (1644-1674)                           |
| Ouders                                                      | Lodewijk Rudolf van Brunswijk-Wolfenbüttel (1671-1735) ∞ 1690 Christina Louise van Oettingen-Oettingen (1671-1747)                 | Lodewijk Rudolf van Brunswijk-Wolfenbüttel (1671-1735) ∞ 1690 Christina Louise van Oettingen-Oettingen (1671-1747)                 | Lodewijk Rudolf van Brunswijk-Wolfenbüttel (1671-1735) ∞ 1690 Christina Louise van Oettingen-Oettingen (1671-1747)                 | Lodewijk Rudolf van Brunswijk-Wolfenbüttel (1671-1735) ∞ 1690 Christina Louise van Oettingen-Oettingen (1671-1747)                 | Lodewijk Rudolf van Brunswijk-Wolfenbüttel (1671-1735) ∞ 1690 Christina Louise van Oettingen-Oettingen (1671-1747) | Lodewijk Rudolf van Brunswijk-Wolfenbüttel (1671-1735) ∞ 1690 Christina Louise van Oettingen-Oettingen (1671-1747) | Lodewijk Rudolf van Brunswijk-Wolfenbüttel (1671-1735) ∞ 1690 Christina Louise van Oettingen-Oettingen (1671-1747) | Lodewijk Rudolf van Brunswijk-Wolfenbüttel (1671-1735) ∞ 1690 Christina Louise van Oettingen-Oettingen (1671-1747) |